# Coupe du monde de football des moins de 20 ans 2025
Navigation
Argentine 2023 2027
La 24e édition de la Coupe du monde de football des moins de 20 ans se déroule en Chili, du 27 septembre au 19 octobre 2025. Vingt-quatre équipes vont prendre part à la compétition. Le Chili est automatiquement qualifiée en tant que pays hôte. Tout joueur né après le 1er janvier 2003 peut participer au tournoi.
L'Uruguay, champion en titre, ne pourra pas défendre son titre car il ne s'est pas qualifié pour cette édition.

## Qualification
| Confédération              | Tournoi qualificatif                                                                     | Qualifié(s)                                  |
| -------------------------- | ---------------------------------------------------------------------------------------- | -------------------------------------------- |
| AFC (Asie)                 | Championnat d'Asie de football des moins de 19 ans 2025                                  | Australie Corée du Sud Japon Arabie saoudite |
| CAF (Afrique)              | Coupe d'Afrique des nations de football des moins de 20 ans 2025                         | Maroc Égypte Nigeria Afrique du Sud          |
| CONCACAF                   | Championnat d'Amérique du Nord, centrale et Caraïbe de football des moins de 20 ans 2024 | Cuba Mexique Panama États-Unis               |
| CONMEBOL (Amérique du Sud) | Pays hôte                                                                                | Chili                                        |
| CONMEBOL (Amérique du Sud) | Championnat des moins de 20 ans de la CONMEBOL 2025                                      | Brésil Argentine Colombie Paraguay           |
| OFC (Océanie)              | Championnat d'Océanie de football des moins de 19 ans 2024                               | Nouvelle-Zélande Nouvelle-Calédonie          |
| UEFA (Europe)              | Championnat d'Europe de football des moins de 19 ans 2024                                | France Italie Norvège Espagne Ukraine        |

## Résultats

### Phase de groupes
Les 24 équipes qualifiées sont réparties dans 6 groupes de 4 équipes. Les vainqueurs des groupes, les seconds ainsi que les 4 meilleurs troisièmes se qualifient pour les huitièmes de finale.

#### Groupe A
| Rang | Équipe           | Pts | J | G | N | P | Bp | Bc | Diff |
| ---- | ---------------- | --- | - | - | - | - | -- | -- | ---- |
| 1    | Chili            |     |   |   |   |   |    |    |      |
| 2    | Nouvelle-Zélande |     |   |   |   |   |    |    |      |
| 3    | Japon            |     |   |   |   |   |    |    |      |
| 4    | Égypte           |     |   |   |   |   |    |    |      |

#### Groupe B
| Rang | Équipe       | Pts | J | G | N | P | Bp | Bc | Diff |
| ---- | ------------ | --- | - | - | - | - | -- | -- | ---- |
| 1    | Corée du Sud |     |   |   |   |   |    |    |      |
| 2    | Ukraine      |     |   |   |   |   |    |    |      |
| 3    | Paraguay     |     |   |   |   |   |    |    |      |
| 4    | Panama       |     |   |   |   |   |    |    |      |

#### Groupe C
| Rang | Équipe  | Pts | J | G | N | P | Bp | Bc | Diff |
| ---- | ------- | --- | - | - | - | - | -- | -- | ---- |
| 1    | Brésil  |     |   |   |   |   |    |    |      |
| 2    | Mexique |     |   |   |   |   |    |    |      |
| 3    | Maroc   |     |   |   |   |   |    |    |      |
| 4    | Espagne |     |   |   |   |   |    |    |      |

#### Groupe D
| Rang | Équipe    | Pts | J | G | N | P | Bp | Bc | Diff |
| ---- | --------- | --- | - | - | - | - | -- | -- | ---- |
| 1    | Italie    |     |   |   |   |   |    |    |      |
| 2    | Australie |     |   |   |   |   |    |    |      |
| 3    | Cuba      |     |   |   |   |   |    |    |      |
| 4    | Argentine |     |   |   |   |   |    |    |      |

#### Groupe E
| Rang | Équipe             | Pts | J | G | N | P | Bp | Bc | Diff |
| ---- | ------------------ | --- | - | - | - | - | -- | -- | ---- |
| 1    | États-Unis         |     |   |   |   |   |    |    |      |
| 2    | Nouvelle-Calédonie |     |   |   |   |   |    |    |      |
| 3    | France             |     |   |   |   |   |    |    |      |
| 4    | Afrique du Sud     |     |   |   |   |   |    |    |      |

#### Groupe F
| Rang | Équipe          | Pts | J | G | N | P | Bp | Bc | Diff |
| ---- | --------------- | --- | - | - | - | - | -- | -- | ---- |
| 1    | Colombie        |     |   |   |   |   |    |    |      |
| 2    | Arabie saoudite |     |   |   |   |   |    |    |      |
| 3    | Norvège         |     |   |   |   |   |    |    |      |
| 4    | Nigeria         |     |   |   |   |   |    |    |      |